# 盾頭短吻獅子魚
盾頭短吻獅子鱼，为輻鰭魚綱鮋形目杜父魚亞目狮子鱼科的其中一種。目前僅發現於東南大西洋區的福克蘭群島海域，屬深海魚類，棲息在水深1210至1290公尺的海域，生活習性不明。